# ヤエヤマネムノキ

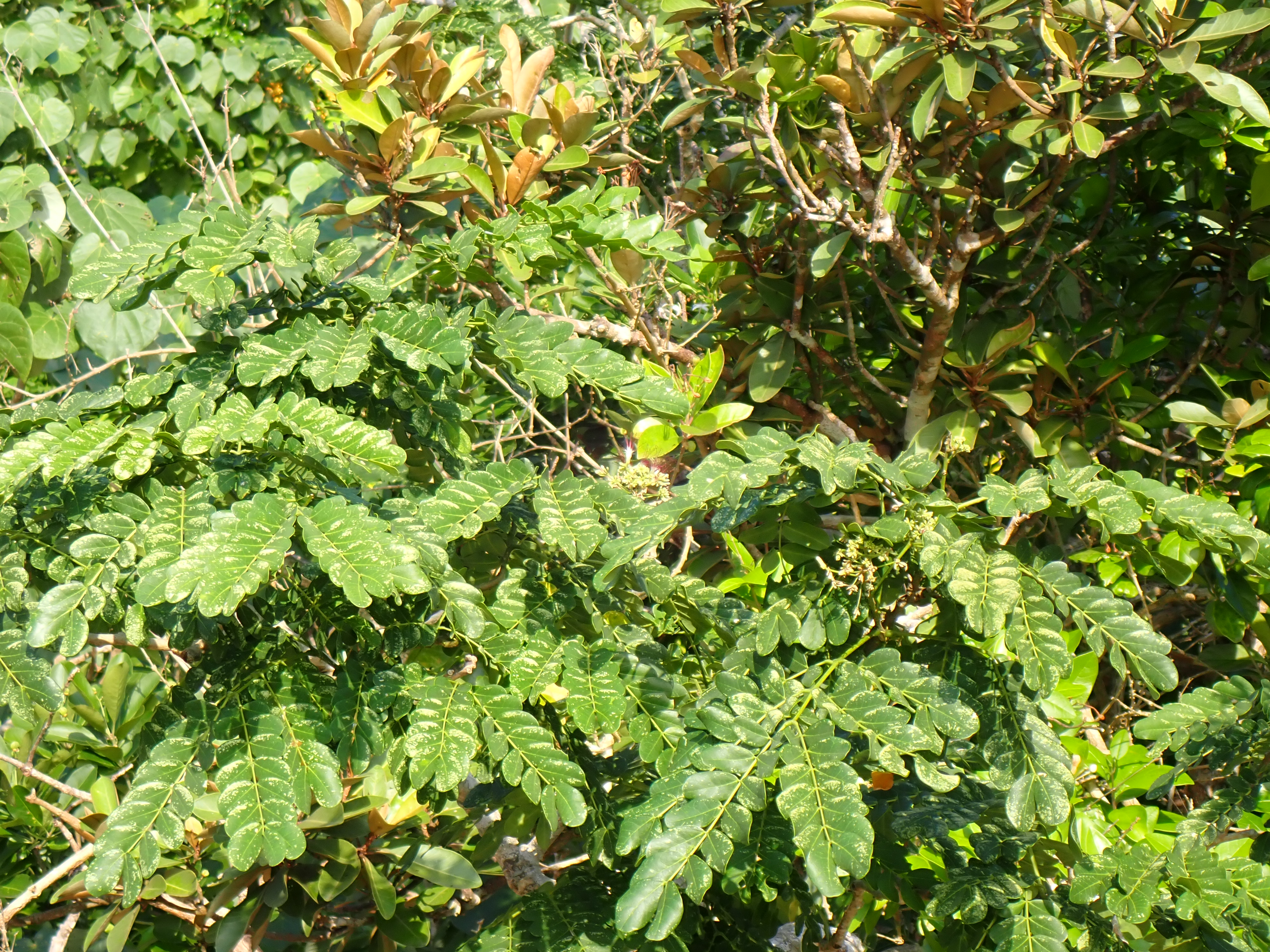
生育状況（沖縄県石垣市川平)

ヤエヤマネムノキ（八重山合歓木、学名：Albizia retusa）はマメ科ネムノキ亜科の落葉高木。方言名ハマクワ。

## 特徴
高さ7–15 m。葉は長さ10–20 cm、2回羽状複葉で互生し、羽片4–6対、小葉3–8対からなる。羽片と小葉は対生する。小葉は全縁で長さ2–3 cmとなり、ギンネムやネムノキより明らかに大きく、広楕円形～倒卵形で小葉の先端はやや凹むか丸く、裏はやや白い。花序は頂生の円錐花序となり、5–6月の初夏に淡紅色の花を15個ほど集めてつける。花は夕方から夜にかけてよく咲き、ネムノキの花に似て花冠から多数の長い糸状の雄しべと1本の雌しべが飛び出す。豆果は扁平な広線形で長さ8–18 cm、幅約2.5 cm、中に扁平な種子がある。環境省及び沖縄県絶滅危惧IB類 (EN)。

## 分布と生育環境
沖縄島、石垣島、小浜島、嘉弥真島、西表島、内離島。沖縄島では名護市許田に生育、石垣島や西表島でも生育地は限られ、海岸沿いに点在する。海外では台湾、中国、東南アジア（タイ、マレーシア）、太平洋諸島（ミクロネシア）、ニューギニア島、オーストラリア北部に分布。

## 利用
海岸の防風防潮林に適する。辺材・心材ともに帯黄褐色で材は硬く緻密で重く、建築材・器具材によい。葉は緑肥によい。